# Belle du Ballet
Belle du Ballet est une série de bande dessinée jeunesse d'aventure britannique écrite par George Beardmore pour le magazine Girl (en). Elle est centrée sur les aventures d'une élève d'une école de ballet qui devient danseuse étoile puis journaliste de télévision.

## Synopsis
Belle Auburn, la fille d'une célèbre ballerine décédée, se trouve confrontée à une situation délicate lorsque son oncle détourne son héritage. Sous la menace de son oncle, elle prend la décision de fuir, trouvant refuge à l'école de ballet londonienne de Madame Arenska, une proche amie de sa mère. Après de difficiles épreuves, Belle parvient à déjouer les plans de son oncle, récupérer son héritage et reprendre le contrôle de sa vie.
À l'école de ballet, elle fait la rencontre de différents élèves, notamment Mamie, une Américaine issue d'une famille aisée liée au monde du spectacle, Hotzi, une étudiante chinoise, et les frère et sœur David et Blossom, dont le père est homme d'affaires. Malgré leurs différences sociales et culturelles, ce groupe international prend Belle sous son aile.
Les récits décrivent divers aspects de leur formation et de leurs performances, jusqu'à ce que Belle devienne danseuse étoile. Par la suite, elle et sa troupe de ballet parcourent le monde, vivant diverses aventures policières et sentimentales.
Par la suite, avec son amie Mamie, elles parviennent finalement à gagner leur vie en tant que journalistes de télévision et documentaristes, continuant de vivre différentes aventures.

## Historique
Cette série débute sa parution au Royaume-Uni en novembre 1952 dans le magazine Girl (en) sous le titre original Belle of the Ballet. Les scénarios et les textes sont l'œuvre de George Beardmore, tandis que les premiers dessins sont réalisés par John Worsley (en). En 1954, June Mendoza (en) prend la relève des illustrations, sous le pseudonyme Chris Garvey afin de mieux différencier son travail d'illustratrice de celui de portraitiste. Elle laisse sa place à Stanley Houghton en 1956, suivi ensuite par Harry Lindfield au début de 1961,.
À partir de décembre 1962, la série évolue et adopte le nouveau titre Belle and Mamie, toujours illustrée par Harry Lindfield. Au cours de 1963, Gerald Haylock prend la suite des dessins, avant de céder à nouveau sa place à Harry Lindfield au milieu de 1964. A la fin de 1964, à la suite de la fusion des magazines Girl (en) et Princess (en), la série continue sa publication dans ce second périodique, avec des illustrations de Leslie Otway à partir de 1965. La série prend finalement fin en mars 1966.
En 1967, Princess propose une réédition des premières histoires sous le titre Lyndy of Latymer Grange, avec des changements de noms pour les personnages et les lieux. Belle Auburn devient Lyndy Kenton et l'école de Ballet de Madame Arenska se transforme en l'académie de danse "Latymer Grange" de Madame Petrova,.
En plus des planches publiées chaque semaine dans ces magazines, certaines histoires complètes sont parues dans les albums annuels de Girl Annual puis Princess Gift Book for Girls entre 1954 et 1966. La plupart de ces récits ont été illustrés par les artistes mentionnés précédemment, avec en plus deux contributions de Gwen Tourret et une de Laurence Houghton.
La série a été traduite en français sous le titre Belle du Ballet et a été publiée dans le magazine Line de 1955 à 1963 en France et en Belgique,. Deux histoires de Belle and Mamie ont également été publiées dans le magazine Line mon amie en 1963, sous le titre écourté Belle. Une dernière histoire a été publiée dans le magazine Frimousse en 1964, bien que le lien avec Belle ne soit pas explicitement mentionné et certains noms de personnages aient été modifiés.

## Accueil
Belle du Ballet captive son lectorat en mettant en scène une protagoniste dévouée et créative qui défend la justice et apporte son aide aux nécessiteux. Le récit offre un modèle louable pour les jeunes lectrices, remettant en question les attentes traditionnelles de l'époque en présentant une jeune fille talentueuse et travailleuse poursuivant ses passions au-delà des rôles sociaux conventionnels.
Pour Henri Filippini, cette série offre aux lectrices de Girl (en) et de Line une opportunité de s'identifier au personnage de l'héroïne. À ses yeux, les illustrations de Worsley, puis de Houghton, se révèlent être « à la fois sensuels et réalistes ». Il souligne également la crédibilité de l'histoire.
Cette série est l'une des plus populaires et appréciées du magazine Girl (en).

## Publication

### Périodiques hebdomadaires britanniques
| Année(s)                | Titre original                                             | Début de publication                    | Fin de publication                      | Nb de planches      | Dessinateur(s)                    |
| Belle of the Ballet     | Belle of the Ballet                                        | Belle of the Ballet                     | Belle of the Ballet                     | Belle of the Ballet | Belle of the Ballet               |
| ----------------------- | ---------------------------------------------------------- | --------------------------------------- | --------------------------------------- | ------------------- | --------------------------------- |
| 1952-1953               | Belle of the Ballet                                        | Girl vol. 2, no 4 (19 novembre 1952)    | Girl vol. 2, no 30 (20 mai 1953)        | 27                  | John Worsley                      |
| 1953                    | The Rival Dancers                                          | Girl vol. 2, no 31 (27 mai 1953)        | Girl vol. 2, no 50 (7 octobre 1953)     | 20                  | John Worsley                      |
| 1953-1954               | The Ballerina's Secret                                     | Girl vol. 2, no 51 (14 octobre 1953)    | Girl vol. 3, no 20 (19 mai 1954)        | 32                  | John Worsley                      |
| 1954                    | Mystery at the Film Studios                                | Girl vol. 3, no 21 (26 mai 1954)        | Girl vol. 3, no 47 (24 novembre 1954)   | 27                  | June Mendoza                      |
| 1954-1955               | The Genie of the Lamp                                      | Girl vol. 3, no 48 (1er décembre 1954)  | Girl vol. 4, no 14 (6 avril 1955)       | 19                  | June Mendoza                      |
| 1955                    | The Runaway                                                | Girl vol. 4, no 15 (13 avril 1955)      | Girl vol. 4, no 49 (7 décembre 1955)    | 35                  | June Mendoza                      |
| 1955-1956               | The Lost Heiress                                           | Girl vol. 4, no 50 (14 décembre 1955)   | Girl vol. 5, no 26 (27 juin 1956)       | 29                  | June Mendoza et Stanley Houghton  |
| 1956                    | The Golden Slipper                                         | Girl vol. 5, no 27 (4 juillet 1956)     | Girl vol. 5, no 50 (12 décembre 1956)   | 24                  | Stanley Houghton                  |
| 1956-1957               | The Rebel                                                  | Girl vol. 5, no 51 (19 décembre 1956)   | Girl vol. 6, no 29 (17 juillet 1957)    | 31                  | Stanley Houghton                  |
| 1957-1958               | The Jolly Wagoners                                         | Girl vol. 6, no 30 (24 juillet 1957)    | Girl vol. 7, no 12 (19 mars 1958)       | 35                  | Stanley Houghton                  |
| 1958                    | The Pier Theatre                                           | Girl vol. 7, no 13 (26 mars 1958)       | Girl vol. 7, no 41 (11 octobre 1958)    | 29                  | Stanley Houghton                  |
| 1958-1959               | A Royale Romance                                           | Girl vol. 7, no 42 (18 octobre 1958)    | Girl vol. 8, no 24 (13 juin 1959)       | 35                  | Stanley Houghton                  |
| 1959-1960               | A Cuckoo in the Nest                                       | Girl vol. 8, no 25 (20 juin 1959)       | Girl vol. 9, no 6 (6 février 1960)      | 27                  | Stanley Houghton                  |
| 1960                    | Keeping the School Going                                   | Girl vol. 9, no 7 (13 février 1960)     | Girl vol. 9, no 35 (27 août 1960)       | 29                  | Stanley Houghton                  |
| 1960-1961               | The Great Little Ballet                                    | Girl vol. 9, no 36 (3 septembre 1960)   | Girl vol. 10, no 4 (28 janvier 1961)    | 22                  | Stanley Houghton                  |
| 1961                    | The Duchess                                                | Girl vol. 10, no 5 (4 février 1961)     | Girl vol. 10, no 26 (1er juillet 1961)  | 22                  | Harry Lindfield                   |
| 1961                    | The Secret Theatre                                         | Girl vol. 10, no 27 (8 juillet 1961)    | Girl vol. 10, no 47 (25 novembre 1961)  | 21                  | Harry Lindfield                   |
| 1961-1962               | The Pavlova Trophy                                         | Girl vol. 10, no 48 (2 décembre 1961)   | Girl vol. 11, no 1 (6 janvier 1962)     | 6                   | Harry Lindfield                   |
| 1962                    | Third Time Lucky                                           | Girl vol. 11, no 2 (13 janvier 1962)    | Girl vol. 11, no 11 (17 mars 1962)      | 10                  | Harry Lindfield                   |
| 1962                    | The Kid Sister                                             | Girl vol. 11, no 12 (24 mars 1962)      | Girl vol. 11, no 24 (16 juin 1962)      | 13                  | Harry Lindfield                   |
| 1962                    | Busman's Holiday                                           | Girl vol. 11, no 25 (23 juin 1962)      | Girl vol. 11, no 39 (29 septembre 1962) | 15                  | Harry Lindfield                   |
| 1962                    | School for Sale                                            | Girl vol. 11, no 40 (6 octobre 1962)    | Girl vol. 11, no 47 (24 novembre 1962)  | 8                   | Harry Lindfield                   |
| Belle and Mamie         |                                                            |                                         |                                         |                     |                                   |
| 1962-1963               | Telegang 2                                                 | Girl vol. 11, no 48 (1er décembre 1962) | Girl vol. 12, no 4 (26 janvier 1963)    | 9                   | Harry Lindfield                   |
| 1963                    | Highland Assignment                                        | Girl vol. 12, no 5 (2 février 1963)     | Girl vol. 12, no 13 (13 mars 1963)      | 9                   | Harry Lindfield                   |
| 1963                    | The Russian Furs                                           | Girl vol. 12, no 14 (6 avril 1963)      | Girl vol. 12, no 20 (18 mai 1963)       | 7                   | Harry Lindfield                   |
| 1963                    | The Bird Girl                                              | Girl vol. 12, no 21 (25 mai 1963)       | Girl vol. 12, no 27 (6 juillet 1963)    | 7                   | Harry Lindfield                   |
| 1963                    | The Girl from France                                       | Girl vol. 12, no 28 (13 juillet 1963)   | Girl vol. 12, no 28 (13 juillet 1963)   | ?                   | Harry Lindfield                   |
| 1963                    | Damsels in Distress!                                       | Girl vol. 12, no 29 (20 juillet 1963)   | Girl vol. 12, no 29 (20 juillet 1963)   | ?                   | Harry Lindfield                   |
| 1963                    | Repel Boarders!                                            | Girl vol. 12, no 30 (27 juillet 1963)   | Girl vol. 12, no 30 (27 juillet 1963)   | ?                   | Harry Lindfield                   |
| 1963                    | Man Overboard!                                             | Girl vol. 12, no 31 (3 août 1963)       | Girl vol. 12, no 31 (3 août 1963)       | ?                   | ?                                 |
| 1963                    | Girl on the Run!                                           | Girl vol. 12, no 32 (10 août 1963)      | Girl vol. 12, no 32 (10 août 1963)      | ?                   | ?                                 |
| 1963                    | Adrift in the Dainty!                                      | Girl vol. 12, no 33 (17 août 1963)      | Girl vol. 12, no 33 (17 août 1963)      | ?                   | ?                                 |
| 1963                    | Here Come the Girls!                                       | Girl vol. 12, no 34 (24 août 1963)      | Girl vol. 12, no 34 (24 août 1963)      | ?                   | Gerald Haylock                    |
| 1963                    | Official Occasion                                          | Girl vol. 12, no 35 (31 août 1963)      | Girl vol. 12, no 35 (31 août 1963)      | ?                   | Gerald Haylock                    |
| 1963                    | Girl v Boys                                                | Girl vol. 12, no 36 (7 septembre 1963)  | Girl vol. 12, no 36 (7 septembre 1963)  | ?                   | Gerald Haylock                    |
| 1963                    | The Round-Up                                               | Girl vol. 12, no 37 (14 septembre 1963) | Girl vol. 12, no 37 (14 septembre 1963) | ?                   | Gerald Haylock                    |
| 1963                    | The Clue of the Lost Hat                                   | Girl vol. 12, no 38 (21 septembre 1963) | Girl vol. 12, no 38 (21 septembre 1963) | ?                   | Gerald Haylock                    |
| 1963                    | Telegang to the Rescue                                     | Girl vol. 12, no 39 (28 septembre 1963) | Girl vol. 12, no 39 (28 septembre 1963) | ?                   | Gerald Haylock                    |
| 1963                    | The Chase                                                  | Girl vol. 12, no 40 (5 octobre 1963)    | Girl vol. 12, no 40 (5 octobre 1963)    | ?                   | Gerald Haylock                    |
| 1963                    | Operation Rustler                                          | Girl vol. 12, no 41 (12 octobre 1963)   | Girl vol. 12, no 41 (12 octobre 1963)   | ?                   | Gerald Haylock                    |
| 1963                    | The Ambush!                                                | Girl vol. 12, no 42 (19 octobre 1963)   | Girl vol. 12, no 42 (19 octobre 1963)   | ?                   | Gerald Haylock                    |
| 1963                    | Telegang v Rustlers                                        | Girl vol. 12, no 43 (26 octobre 1963)   | Girl vol. 12, no 43 (26 octobre 1963)   | ?                   | Gerald Haylock                    |
| 1963                    | The Evidence!                                              | Girl vol. 12, no 44 (2 novembre 1963)   | Girl vol. 12, no 44 (2 novembre 1963)   | ?                   | Gerald Haylock                    |
| 1963                    | Mountain Assignment                                        | Girl vol. 12, no 45 (9 novembre 1963)   | Girl vol. 12, no 45 (9 novembre 1963)   | ?                   | Gerald Haylock                    |
| 1963                    | The Stowaway                                               | Girl vol. 12, no 46 (16 novembre 1963)  | Girl vol. 12, no 46 (16 novembre 1963)  | ?                   | Gerald Haylock                    |
| 1963                    | Dangerous Mission                                          | Girl vol. 12, no 47 (23 novembre 1963)  | Girl vol. 12, no 47 (23 novembre 1963)  | ?                   | Gerald Haylock                    |
| 1963                    | Cavemen                                                    | Girl vol. 12, no 48 (30 novembre 1963)  | Girl vol. 12, no 48 (30 novembre 1963)  | ?                   | Gerald Haylock                    |
| 1963                    | Kids from the Caves!                                       | Girl vol. 12, no 49 (7 décembre 1963)   | Girl vol. 12, no 49 (7 décembre 1963)   | ?                   | Gerald Haylock                    |
| 1963                    | Riot!                                                      | Girl vol. 12, no 50 (14 décembre 1963)  | Girl vol. 12, no 50 (14 décembre 1963)  | ?                   | Gerald Haylock                    |
| 1963                    | A Dramatic Discovery                                       | Girl vol. 12, no 51 (21 décembre 1963)  | Girl vol. 12, no 51 (21 décembre 1963)  | ?                   | Gerald Haylock                    |
| 1963                    | The Smugglers                                              | Girl vol. 12, no 52 (28 décembre 1963)  | Girl vol. 12, no 52 (28 décembre 1963)  | ?                   | Gerald Haylock                    |
| 1964                    | Van to the Rescue                                          | Girl vol. 13, no 1 (4 janvier 1964)     | Girl vol. 13, no 1 (4 janvier 1964)     | ?                   | Gerald Haylock                    |
| 1964                    | Mountain Escape                                            | Girl vol. 13, no 2 (11 janvier 1964)    | Girl vol. 13, no 2 (11 janvier 1964)    | ?                   | Gerald Haylock                    |
| 1964                    | A Girl to be Proud of                                      | Girl vol. 13, no 3 (18 janvier 1964)    | Girl vol. 13, no 3 (18 janvier 1964)    | ?                   | Gerald Haylock                    |
| 1964                    | The Star Makers                                            | Girl vol. 13, no 4 (25 janvier 1964)    | Girl vol. 13, no 8 (22 février 1964)    | 5                   | Gerald Haylock                    |
| 1964                    | The Drowned Village                                        | Girl vol. 13, no 9 (29 février 1964)    | Girl vol. 13, no 16 (18 avril 1964)     | 8                   | Gerald Haylock                    |
| 1964                    | Wanted - a Family!                                         | Girl vol. 13, no 17 (25 avril 1964)     | Girl vol. 13, no 26 (27 juin 1964)      | 10                  | Gerald Haylock                    |
| 1964                    | The Secret of the Loch                                     | Girl vol. 13, no 27 (4 juillet 1964)    | Girl vol. 13, no 33 (15 août 1964)      | 7                   | Gerald Haylock et Harry Lindfield |
| 1964                    | Curtain Call                                               | Girl vol. 13, no 34 (22 août 1964)      | Girl vol. 13, no 40 (3 octobre 1964)    | 7                   | Harry Lindfield                   |
| 1964-1965               | Peacocks and Sparrows                                      | Princess and Girl (10 octobre 1964)     | Princess (13 février 1965)              | 19                  | Harry Lindfield                   |
| 1965                    | Stage Struck                                               | Princess (20 février 1965)              | Princess (9 octobre 1965)               | 34                  | Leslie Otway                      |
| 1965                    | The White Rose Award                                       | Princess Magazine (16 octobre 1965)     | Princess Magazine (18 décembre 1965)    | 10                  | Leslie Otway                      |
| 1966                    | The Heiress                                                | Princess Magazine (1er janvier 1966)    | Princess Magazine (5 mars 1966)         | 10                  | Leslie Otway                      |
| Lyndy of Latymer Grange |                                                            |                                         |                                         |                     |                                   |
| 1967                    | Lyndy of Latymer Grange (réédition de Belle of the Ballet) | Princess (4 février 1967)               | Princess (5 août 1967)                  | 27                  | John Worsley                      |
| 1967                    | The Lion and the Unicorn (réédition de The Rival Dancers)  | Princess (12 août 1967)                 | Princess (16 septembre 1967)            | 6                   | John Worsley                      |

### Périodiques annuelles britanniques
| Année               | Titre original          | Publication                       | Nb de planches      | Dessinateur         |
| Belle of the Ballet | Belle of the Ballet     | Belle of the Ballet               | Belle of the Ballet | Belle of the Ballet |
| ------------------- | ----------------------- | --------------------------------- | ------------------- | ------------------- |
| 1954                | Little Miss Nobody      | Girl Annual no 3                  | 4                   | John Worsley        |
| 1955                | Crazy Day               | Girl Annual no 4                  | 4                   | June Mendoza        |
| 1956                | Mother Goose in Paris   | Girl Annual no 5                  | 8                   | Stanlay Houghton    |
| 1957                | Rag-Bag Ballet          | Girl Annual no 6                  | 8                   | Stanley Houghton    |
| 1958                | Midsummer Night's Dream | Girl Annual no 7                  | 8                   | Stanley Houghton    |
| 1959                | The Amateur Kidnappers  | Girl Annual no 8                  | 8                   | Stanley Houghton    |
| 1960                | Come to the Fair!       | Girl Annual 1961                  | 8                   | Stanley Houghton    |
| 1961                | La Belle Arenska        | Girl Annual 1962                  | 8                   | Stanley Houghton    |
| 1962                | Updside-Down Day        | Girl Annual 1963                  | 4                   | Harry Lindfield     |
| Belle and Mamie     |                         |                                   |                     |                     |
| 1963                | Telegang 2              | Girl Annual 1964                  | 4                   | Gwen Tourret        |
| 1964                | Lazy Holiday            | Girl Annual 1965                  | 4                   | Gwen Tourret        |
| 1965                | Moon Girl               | Princess Gift Book for Girls 1966 | 6                   | Laurence Houghton   |
| 1966                | First Night             | Princess Gift Book for Girl 1967  | 6                   | Leslie Otway        |

### Périodiques hebdomadaires franco-belges
| Année(s)                              | Titre francophone | Début de publication                   | Fin de publication                     | Nb de planches                        | Dessinateur(s)                        |
| Belle du Ballet (Belle of the Ballet) | Belle du Ballet (Belle of the Ballet) | Belle du Ballet (Belle of the Ballet)  | Belle du Ballet (Belle of the Ballet)  | Belle du Ballet (Belle of the Ballet) | Belle du Ballet (Belle of the Ballet) |
| ------------------------------------- | --- | -------------------------------------- | -------------------------------------- | ------------------------------------- | ------------------------------------- |
| 1955                                  | Le Secret de la ballerine (The Ballerina's Secret) | Line no 1 (10 mars 1955)               | Line no 32 (20 octobre 1955)           | 32                                    | John Worsley                          |
| 1955-1956                             | Sensation au studio (Mystery at the Film Studios) | Line no 33 (27 octobre 1955)           | Line no 59 (26 avril 1956)             | 27                                    | June Mendoza                          |
| 1956                                  | Le Génie de la lampe (The Genie of the Lamp) | Line no 60 (3 mai 1956)                | Line no 78 (6 septembre 1956)          | 19                                    | June Mendoza                          |
| 1956-1957                             | Scandale à la cour (The Runaway) | Line no 79 (13 septembre 1956)         | Line no 113 (9 mai 1957)               | 35                                    | June Mendoza                          |
| 1957                                  | On Recherche l'héritière (The Lost Heiress) | Line no 114 (16 mai 1957)              | Line no 142 (28 novembre 1957)         | 29                                    | June Mendoza et Stanley Houghton      |
| 1957-1958                             | Le Chausson d'Or (The Golden Slipper) | Line no 143 (5 décembre 1957)          | Line no 166 (15 mai 1958)              | 24                                    | Stanley Houghton                      |
| 1958                                  | Place aux jeunes (The Rebel) | Line no 167 (22 mai 1958)              | Line no 197 (18 décembre 1958)         | 31                                    | Stanley Houghton                      |
| 1958-1959                             | Le joyeux camp-volant (The Jolly Wagoners) | Line no 198 (25 décembre 1958)         | Line no 232 (20 août 1959)             | 35                                    | Stanley Houghton                      |
| 1959-1960                             | Le casino de Port-Joly (The Pier Theater) | Line no 233 (27 août 1959)             | Line no 261 (9 mars 1560)              | 29                                    | Stanley Houghton                      |
| 1960                                  | Romance royale (A Royale Romance) | Line no 262 (16 mars 1960)             | Line no 295 (2 novembre 1960)          | 34                                    | Stanley Houghton                      |
| 1960-1961                             | La Course au succès (A Cuckoo in the Nest) | Line no 296 (9 novembre 1960           | Line no 322 (9 mai 1961                | 27                                    | Stanley Houghton                      |
| 1961                                  | Une école sur les bras (Keeping the School Going) | Line no 323 (16 mai 1961)              | Line no 351 (28 novembre 1961)         | 29                                    | Stanley Houghton                      |
| 1961-1962                             | La Duchesse (The Duchess) | Line no 352 (5 décembre 1961)          | Line no 373 (1er mai 1962)             | 22                                    | Harry Lindfield                       |
| 1962                                  | Le Théâtre secret (The Secret Theatre) | Line no 374 (8 mai 1962)               | Line no 394 (25 septembre 1962)        | 21                                    | Harry Lindfield                       |
| 1962                                  | La Troisième chance (Third Time Lucky) | Line no 395 (2 octobre 1962)           | Line no 404 (4 décembre 1962)          | 10                                    | Harry Lindfield                       |
| 1962-1963                             | La Nouvelle vague (The Kid Sister) | Line no 405 (11 décembre 1962)         | Line no 417 (5 mars 1963)              | 13                                    | Harry Lindfield                       |
| 1963                                  | Le Trophée de la Victoire (The Pavlova Trophy) | Line no 418 (12 mars 1963)             | Line no 423 (16 avril 1963)            | 6                                     | Harry Lindfield                       |
| 1963                                  | L'École à vendre (School for Sale) | Line no 424 (23 avril 1963)            | Line mon amie no 3 (27 juin 1963)      | 8                                     | Harry Lindfield                       |
| Belle (Belle and Mamie)               | |                                        |                                        |                                       |                                       |
| 1963                                  | Les Fourrures ensorcelées (The Russian Furs) | Line mon amie no 12 (31 octobre 1963)  | Line mon amie no 12 (31 octobre 1963)  | 16                                    | Harry Lindfield                       |
| 1963                                  | La Cendrillon volante (The Bird Girl) | Line mon amie no 14 (28 novembre 1963) | Line mon amie no 14 (28 novembre 1963) | 16                                    | Harry Lindfield                       |
| Hors série                            | |                                        |                                        |                                       |                                       |
| 1964                                  | Trois filles sur un bateau (The Girl from France, Damsels in Distress!, Repel Boarders!, Man Overboard!, Girl on the Run!, Adrift in the Dainty!, Here Come the Girls!, Official Occasion) | Frimousse no 145 (28 avril 1964)       | Frimousse no 148 (9 juin 1964)         | ?                                     | Harry Lindfield et Gerald Haylock     |

## Adaptations

### Marionnette
La popularité de Belle était telle que, vers 1953, la société Pelham Puppets (en) a conçue une marionnette en son honneur.
La marionnette possède une tête moulée, creuse et allongée, ornée de traits peints, dotée d'yeux bleus et de cheveux blonds. Ses mains sont conçues de manière composite, avec des articulations aux genoux constituées de bandes métalliques. L'ensemble est maintenu en place par des œillets reliés par une ficelle ou des vis. Elle est parée d'une robe d'un bleu pâle.

### Romans
George Beardmore a également rédigé deux romans complémentaires des histoires de Belle, qui ont été publiés par Hulton Press (en) en 1956 et 1957 dans la collection « A Girl Novel », :
- (en) George Beardmore (ill. John Worsley (en)), Belle of the Ballet's Gala Performance, Londres, Hulton Press (en), coll. « A Girl Novel », 1956, 176 p.
- (en) George Beardmore (ill. John Worsley (en)), Belle of the Ballet's Country Holiday, Londres, Hulton Press (en), coll. « A Girl Novel », 1957, 176 p.

### Albums
En France et en Belgique, les quatre premières aventures de Belle, initialement publiées dans le magazine Line, ont également été adaptées en albums de bandes dessinées. Deux recueils ont été édités, regroupant chacun deux histoires. Ces albums ont été publiés chez Dargaud et les Éditions du Lombard respectivement en 1958 et 1959,,, :
- 1 Scandale à la cour, Dargaud et les Éditions du Lombard, Paris et Bruxelles, 1958
Scénario : George Beardmore - Dessin : Stanley Houghton et June Mendoza (en) - 56 p. - contient aussi Le Génie de la lampe
- 2 Le Secret de la ballerine, Dargaud et les Éditions du Lombard, Paris et Bruxelles, 1959
Scénario : George Beardmore - Dessin : John Worsley (en) et June Mendoza (en) - 63 p. - contient aussi Sensation au studio